# Le Comte et la Comtesse de Durfort
Le Comte de Durfort et La Comtesse de Durfort sont deux portraits exécutés en 1747 par le peintre Jean Valade, peut-être à l'occasion du mariage de François-Armand de Durfort et d'Alphonsine-Geneviève de Roncée.

## Sujet
Ces deux tableaux de mêmes dimensions en pendants représentent François-Armand de Durfort, comte de Boissières et de Clermont-Vertillac, baron de Salviac et de Gourdon, seigneur de Saint-Germain ainsi qu'Alphonsine-Geneviève de Barjot de Roncée. Les deux personnages sont représentés en buste et de trois-quarts. Le comte de Durfort porte un habit à la française en velours uni de couleur rouille, tandis que la comtesse est vêtue d'une robe à la française en soierie de couleur claire ornée de falbalas. Les vêtements portés par ces deux personnages sont formels (il ne s'agit pas d'habits de cour).

## Style

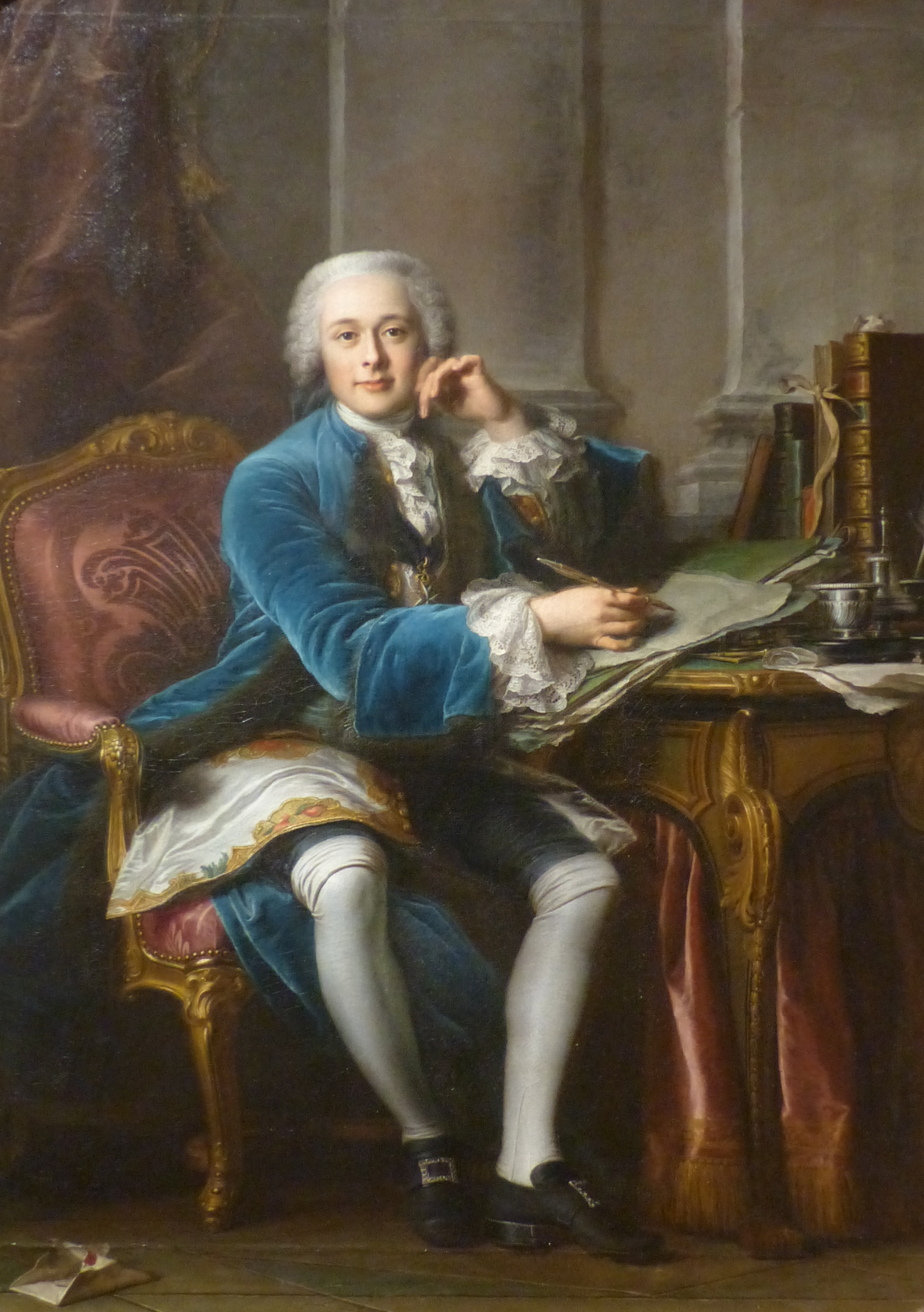
Une autre œuvre du début de la carrière de Jean Valade, le Portrait du Marquis de Caumont, 1745

La comparaison de ces deux portraits avec d'autres œuvres de Jean Valade indique que Le Comte de Durfort et La Comtesse de Durfort font partie des premières œuvres de l'artiste : on y retrouve les mêmes « couleurs sourdes » et la même « touche chargée » que dans d'autres œuvres précoces du peintre (par exemple dans le Portrait du Marquis de Caumont, datant de 1745).

## Datation
La datation de ces deux tableaux est connue par des inscriptions présentes au dos de chaque œuvre. Ces inscriptions indiquent le nom de la personne représentée ainsi que la mention « peint par J. Valade 1747 ». Si ces datations s'avèrent correctes, la réalisation de ces peintures coïnciderait avec le mariage de François-Armand de Durfort et d'Alphonsine-Geneviève de Roncée le 16 août 1747. Cela ferait donc de ces œuvres des portraits de mariage. De plus, l'analyse stylistique montre que ces œuvres sont précoces dans la carrière de Jean Valade, ce qui confirmerait la datation des inscriptions. Les vêtements portés par le comte et la comtesse correspondent également à la datation inscrite au dos des tableaux (habits à la française, présence de falbalas sur la robe de la comtesse)[source insuffisante].

## Provenance
Les deux portraits ont appartenu à la famille Durfort de Dampierre jusqu'en 1958 ; ils sont alors vendus à la galerie Heim, à Paris. Ils sont ensuite proposés lors d'une vente anonyme à Drouot (Paris), le 4 juin 1970 (lots 203 et 204). Le Musée Sainte-Croix a acquis le portrait du comte à la galerie Marcus en octobre 1970 et celui de la comtesse dans la même galerie en juillet 1970.

## Expositions
- Bordeaux, 1958 (les deux œuvres).
- Poitiers, 1972 (seul le portrait de la comtesse est exposé).
- Poitiers, musée Sainte-Croix, 1993 (les deux œuvres), exposition Jean Valade : peintre ordinaire du roi 1710–1787[1],[4].